# Elżbieta Pastecka
Elżbieta Pastecka (ur. 1952 w Warszawie) – artystka pantomimy, inscenizatorka teatru ruchu, wykładowca, pedagog, krytyk i recenzent pantomimy i tańca.

## Życiorys
Ukończyła Liceum Ogólnokształcące im. Władysława IV w Warszawie oraz studia magisterskie na Wydziale Filologii Obcych Uniwersytetu Warszawskiego. W 1982 roku uzyskała zawodowe uprawnienia artystki pantomimy przed komisją państwową, której przewodniczył Aleksander Bardini. Posiada kategorię S (specjalną) instruktora teatralnego oraz akt mianowania nauczyciela pantomimy nadany przez Ministra Kultury i Dziedzictwa Narodowego w 2003 roku.
W latach 1974–1982 była aktorką Teatru Pantomimy działającego przy warszawskiej „Stodole”, następnie, do 1983, Warszawskiego Teatru Pantomimy. W latach 1982–1989 była pedagogiem pantomimy w Ognisku Teatralnym J. i H. Machulskich przy warszawskim Teatrze Ochoty. Założyła i prowadziła m.in.: Męskie Trio Pantomimy Komicznej „PARK”, którego solistą był Piotr Adamczyk, Dziecięcy Teatr Pantomimy przy Pałacu Młodzieży w Warszawie oraz w latach 1991–2007 Studio Obrazu Teatralnego „MimArt”, z którym zrealizowała 12 autorskich przedstawień, w tym m.in. Innuendo, Granica, Fedra, Zbrodnia i Kara, Wrota Piekieł, Zniewolenie – prezentowanych na festiwalach w kraju i za granicą (Francja, Słowacja, Niemcy). W latach 2010–2012 współpracowała z grójeckim teatrem ruchu „Inspiracje”, z którym zrealizowała dwa autorskie widowiska: Człowiek i mit (2011), Trzęsawisko (2012) – oba prezentowane na Międzynarodowym Festiwalu „Lądeckie Lato Baletowe”. Występuje solo oraz w duecie (m.in. z Pawłem Świętoreckim) w autorskich etiudach komicznych (groteska pantomimiczna). W latach 1991–1997 była członkinią Europejskiej Federacji Pantomimy, uczestniczką jej kongresów i sympozjów w Amsterdamie, Berlinie, Manchesterze, Bratysławie, Hadze. Od 2002 roku prowadzi Wędrujący Salon Artystyczny Elżbiety Pasteckiej, będący forum spotkań artystów i amatorów wszystkich dziedzin sztuki.
Prowadzi wykłady z dziedziny pantomimy i teatru ruchu m.in. w: Akademii Teatralnej w Warszawie, Studium Animatorów Kultury w Ciechanowie, Państwowej Szkole Sztuki Cyrkowej, Państwowej Szkole Baletowej w Warszawie, Mazowieckim Centrum Kultury i Sztuki. Prowadzi liczne warsztaty teatralne na terenie całej Polski oraz seminaria z dziedziny teatru pantomimy, tańca i sztuki cyrkowej (m.in. Festiwal „Lądeckie Lato Baletowe”, „Ogrody Muzyczne” na Zamku Królewskim w Warszawie).
Jest autorką okolicznościowych widowisk i akcji artystycznych dla prestiżowych instytucji stolicy, m.in. dla Zamku Królewskiego, Filharmonii Narodowej, Pałacu Ostrogskich, Łazienek Królewskich, Pałacu w Wilanowie, Teatru Wielkiego, Teatru Polskiego oraz dla „Gazety Wyborczej”, Kredyt Banku, Hotelu Marriott, Zachęty itp.
Inicjatorka (na wniosek Polskiego Ośrodka Międzynarodowego Instytutu Teatralnego) i kierownik artystyczny „Międzynarodowego Dnia Pantomimy” (1998–2004) prezentującego artystów pantomimy z Polski i zagranicy (Czechy, Francja, Japonia, Niemcy, Słowacja, Ukraina, USA).
Jest autorką licznych publikacji (esejów, recenzji itp.) z dziedziny tańca i teatru pantomimy publikowanych m.in. w magazynach „Scena” oraz „Taniec” (wydawany przez Teatr Wielki w Warszawie do 1994 roku). Członkini Sekcji Krytyków Teatralnych ZASP.
Wielokrotna stypendystka The British Council oraz ministerstw spraw zagranicznych Holandii, Francji i Norwegii.